# Maria von Portugal (1538–1577)

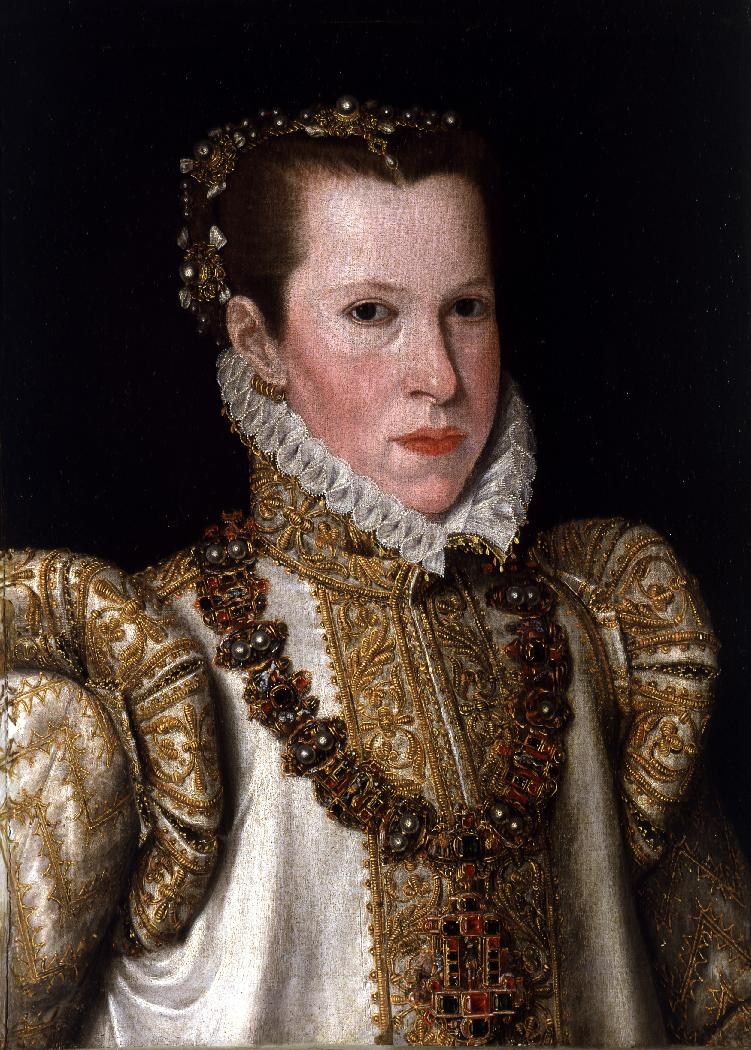
Maria von Portugal

Maria von Portugal (* 12. August 1538 in Lissabon; † 7. September 1577 in Parma) war eine portugiesische Infantin und als Gemahlin von Alessandro Farnese Erbprinzessin von Parma und Piacenza.

## Leben
Maria von Portugal war eine Tochter von Duarte de Portugal, 4. Herzog von Guimarães (Sohn König Manuels I. von Portugal) und der Isabel von Braganza. Sie erhielt eine hervorragende Bildung. Im Rahmen der von König Philipp II. von Spanien und Herzog Ottavio Farnese von Parma und Piacenza verfolgten Politik wurde ihre Heirat mit Alessandro Farnese, einem Sohn Ottavios, beschlossen. Am 14. September 1565 segelte sie mit einer Flotte von Lissabon ab, geriet unterwegs in einen heftigen Sturm, setzte ihre Reise zum Ärmelkanal fort und gelangte nach ihrer Landung schließlich nach Brüssel. Dort fand am 11. November 1565 ihre von prächtigen, kostspieligen Festen begleitete Hochzeit statt, die Maximilian de Berghes, Erzbischof von Cambrai, zelebrierte. 1566 ließen sich Maria und Alessandro Farnese in Parma nieder.
Das Paar hatte drei Kinder:
- Margherita Farnese (* 7. November 1567, † 13. April 1643) ⚭ 1581, geschieden 1582, Vincenzo I. Gonzaga (1562–1612), Herzog von Mantua
- Ranuccio I. Farnese (* 28. März 1569; † 5. März 1622), seit 1592 Herzog von Parma und Piacenza
- Odoardo Farnese (* 8. Dezember 1573, † 21. Februar 1626), 1591 Kardinal

Maria war eine tief religiöse Frau und sehr in ihren Gatten verliebt, obwohl dieser öffentlich mit vielen Damen seines Herzogtums verkehrte. Diese Situation war für Maria erniedrigend, und sie widmete sich insbesondere karitativen Werken. 1577 starb sie im Alter von 39 Jahren in Parma. Ihre sterblichen Überreste wurden 1823 auf Veranlassung von Marie-Louise von Österreich von der Kirche Santa Maria Maddalena  in die Krypta der Basilika Santa Maria della Steccata in Parma überführt, wo sie an der Seite ihres Gatten Alessandro ruhen.